# Isabel Guerra Peñamaría
Isabel Guerra Peñamaría (Madrid, 30 d'abril de 1947) és una pintora i monja cistercenca espanyola. De família benestant i culta, va ser filla única. Va començar a pintar als dotze anys, de forma autodidacta, i va exposar per primera vegada als quinze a la sala Toisón de Madrid. Va passar llargues hores estudiant als grans mestres en el Museu del Prado, freqüentant exposicions i llegint llibres d'art. Va ingressar als 23 anys, el 12 de novembre de 1970, en el convent cistercenc del Monestir de Santa Lúcia a Saragossa. És membre honorífic de la Real Academia de Bellas Artes de San Luis i corresponent de la Real Academia de Bellas Artes y Ciencias Históricas de Toledo.
En les seves pintures, de tècnica de Diego Velázquez i perfecte hiperrealisme, apareix una lírica propera a la teologia mística cristiana. Conrea abans que res el retrat i, menys, la natura morta, i descriu sobretot moments quotidians en el treball de dones humils o camperoles, el seu somni o el de nenes, donant-se una especial importància a la llum. Així es compleix en la seva obra el lema benedictí de ora et labora, "resa i treballa". Els seus títols evoquen passatges bíblics, també conrea el tema més estrictament religiós de la història sagrada. La seva pintura, molt cotitzada, ha estat vista en més de vint exposicions individuals i altres tantes col·lectives des de 1960. La representa la galeria Sokoa de Madrid. L'any 2000 una retrospectiva seva en La Lonja de Zaragoza de 78 olis i dibuixos, una part mínima de la seva abundant producció, va ser visitada per més de 120.000 persones. Va escriure i publicar El libro de la paz interior. Pinturas y mensajes (Barcelona: Syria, 2005) que ha estat reimprès deu vegades i on comenta 48 dels seus quadres.
El 2008 va pintar el retrat de la Beata Petra de Sant Josep que es troba a l'Oratori on va morir la Beata al Reial Santuari de Sant Josep de la Muntanya de Barcelona. Aquesta imatge és la més coneguda i la més emprada de la Santa.